# Basílica de San Miguel Mayor (Pavía)
La basílica de San Miguel el Mayor (en italiano: Basilica di San Michele Maggiore) se encuentra en la ciudad italiana de Pavía. Está considerada como una de las obras cumbres del estilo románico lombardo. Tuvo especial importancia en los siglos XI y XII.

## Historia
Una primera iglesia dedicada a San Miguel Arcángel fue construida, por deseo del rey Grimoaldo entre 662 y 671, en el lugar de la capilla del Palacio Lombardo (a este período pertenece la parte inferior del campanario), pero fue destruida por un incendio en 1004. La evidencia arqueológica reciente muestra los orígenes pre-lombardos de la basílica del siglo V, como la platería ostrogoda encontrada en 1968 y ahora conservada en los Museos Cívicos de Pavía. La construcción actual se inició a finales del siglo XI (época a la que corresponden la cripta, el coro y el transepto) y fue completada en el 1130. La bóveda de la nave central fue reconstruida en 1489 por Agostino Da Candia.
La basílica fue sede de numerosos eventos importantes, incluidas las coronaciones de Berengario I (888), Guido III (889), Luis III (900), Rodolfo II (922), Hugo de Arlés (926), Berengario II y su hijo Adalberto II ( 950), Arduino (1002), Enrique II (1004) y Federico Barbarroja (1155).
A lo largo de los siglos, la basílica acogió otras suntuosas ceremonias y coronaciones, como en febrero de 1397, cuando Gian Galeazzo Visconti quiso celebrar el diploma del emperador Wenceslao en octubre de 1396, con el que se reguló el sistema de sucesión del Ducado de Milán, basándose se basó en la primogenitura masculina y para ello se creó el condado de Pavía, reservado exclusivamente al heredero al trono. En esta ocasión, el señor hizo celebrar la ceremonia calcando los modelos de las coronaciones altomedievales: de hecho, fue recibido por el obispo y los aristócratas de la ciudad extramuros y, con las insignias ducal y condal, llegó a la basílica. en procesión donde se celebró una misa solemne, seguida de torneos de caballería y banquetes. En homenaje a las prerrogativas reales de la basílica, el primer duque de Milán, Gian Galeazzo Visconti, ordenó que, tras su muerte, su cuerpo fuera enterrado en la Cartuja de Pavía, mientras que su corazón sería guardado en la basílica de San Miguel el Mayor.
Durante unos trabajos llevados a cabo en la basílica en 1968, se encontraron preciosos artefactos de plata de fabricación ostrogoda debajo de una tumba fechada entre los siglos XI y XII, ahora conservada en los Museos Cívicos de Pavía. Se trata de objetos, platos, una cuchara y un fragmento de copa, no litúrgicos y escondidos, con toda probabilidad, antes del siglo X, quizás parte del tesoro original de la basílica.

## Arquitectura

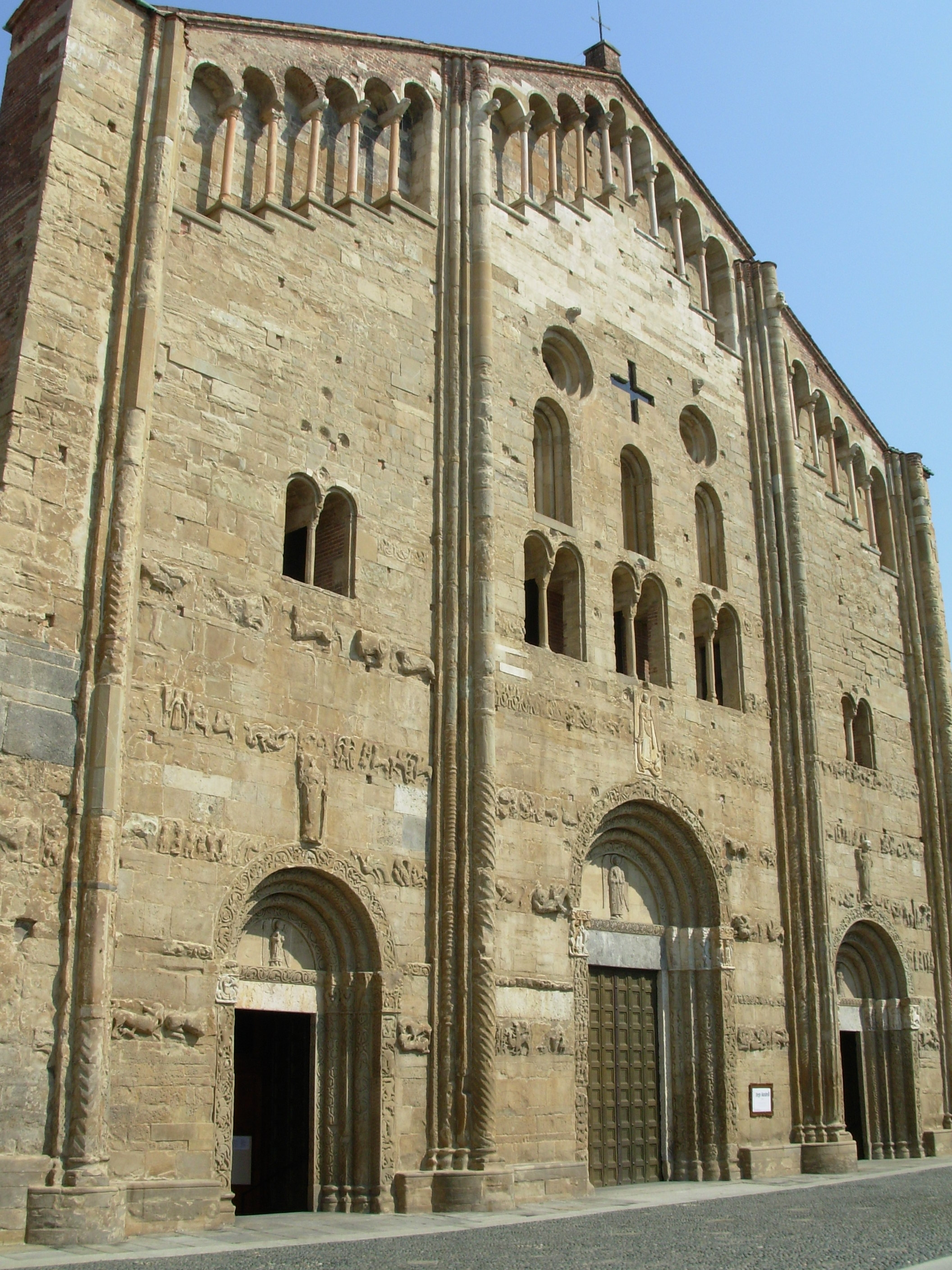
Otra vista de la fachada

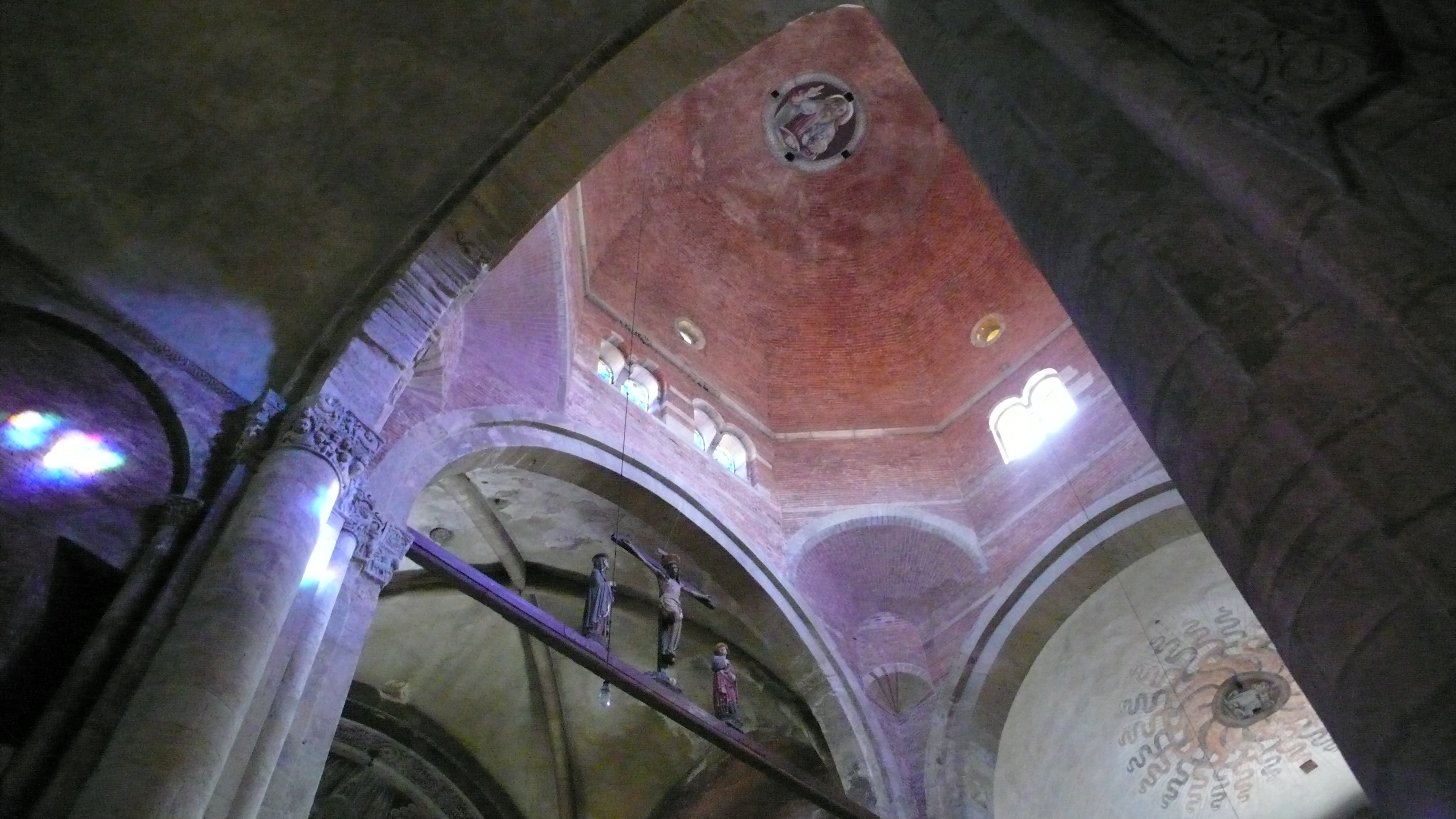
Vista del interior de la cúpula

La basílica de San Miguel está considerada como el prototipo de numerosas iglesias medievales que se levantaron en Pavía, las más famosa de las cuales son las de San Pietro in Ciel d'Oro (San Pedro en el cielo dorado) y la de San Teodoro. San Miguel, sin embargo, se distingue de las otras iglesias por el uso extensivo, tanto en la estructura como en la decoración, de piedra de arenisca en lugar de barro cocido.
También se diferencia en la particular conformación arquitectónica, con planta de cruz latina y con un transepto excepcionalmente desarrollado, muy ancho en relación con la planta a diferencia, por ejemplo, del de San Pietro en la que el transepto no sobresale de la planta rectangular. Este transepto está dotado de su propia fachada en el lado septentrional, de ábside en el lado opuesto y de bóveda de cañón, diferente de la bóveda de crucería del resto de la iglesia. Por todo ello, constituye casi un cuerpo autónomo, una segunda iglesia compenetrada con la principal: una idea inédita en esa época.
Las dimensiones de la basílica, 55 metros de largo y 38 de ancho en el transepto, demuestran también la importancia de este elemento en la estructura del templo. En el cruce entre la nave y el transepto se alza la cúpula octogonal (asimétrica), sobre penachos de tipo lombardo. La fachada está decorada con un amplio repertorio de esculturas de arenisca, de temas sacros y profanos, que se encuentran deteriorados por la contaminación atmosférica a pesar de los diversos programas de conservación que se han llevado a cabo. En esta basílica se realizaron numerosas ceremonias importantes; una de ellas fue la coronación de Federico I Barbarroja en 1155.

### Planta
La planta es de cruz latina. Está dividida en tres naves, cada una con su puerta de entrada. La nave central es el doble de larga que las laterales. El transepto tiene su propia fachada y puerta de acceso, situada a la izquierda según se entra. Esta fachada es muy distinta a la principal, mucho menos rica en detalles, pero con su propia placeta independiente que funciona como lonja.

### Alzado y cubierta

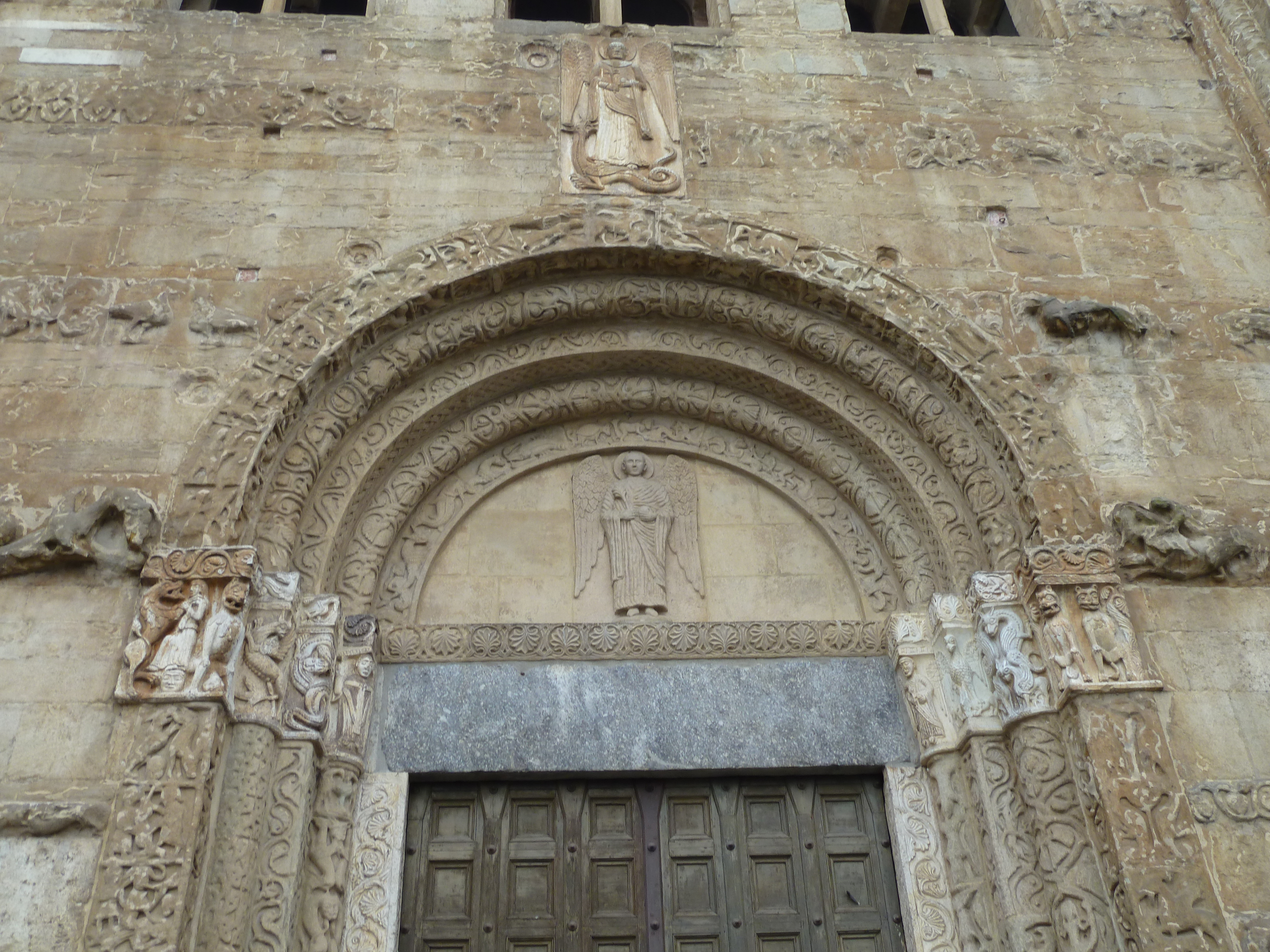
El portal principal.

Tanto la nave mayor como las menores, están cubiertas por bóvedas de crucería sostenidas por potentes pilares. Sobre el crucero se eleva una cúpula de dimensiones discretas, con una altura interior de unos 30 metros. Las naves laterales están dominadas por unos balcones, con una función que no es sólo estética: sirven para crear un refuerzo lateral que se contrapone con la presión que ejerce la bóveda de la nave central. Las cuatro capillas laterales se construyeron en una época tardía. En el ábside, en el que se puede ver un fresco del siglo XV, se encuentra el altar y debajo la cripta. Los muros son sólidos, sobre todo el muro exterior, reforzado con contrafuertes que soportan la presión de la bóveda.
En la fachada, cubierta de arenisca, se abren cinco pequeñas ventanas y una cruz situada entre dos ojos de buey. Esta disposición es una reconstrucción del siglo XIX: hasta ese periodo se encontraba un rosetón, que tampoco era original, y que fue eliminado para devolver a la fachada su aspecto primitivo. Hay bandas horizontales talladas en bajorrelieve en la que se pueden ver figuras humanas, de animales y de criaturas monstruosas.

## El interior
La nave tiene cuatro tramos. Los pasillos tienen triforios con función estática. Las cuatro capillas en correspondencia con la segunda y los cuatro tramos de las naves laterales son un añadido posterior. bajo el ábside, que tiene un gran fresco del siglo XVI, se encuentra el altar mayor (1383) que alberga los restos de los Santos Enodio y Eleucadio. El presbiterio conserva fragmentos de un notable mosaico en el pavimento con los Trabajos de los Meses y temas mitológicos.
En el crucero hay un crucifijo en pan de plata, de poco más de 2 m de altura y encargado por la abadesa del monasterio de Santa Maria Teodote Raingarda en el segunda mitad del siglo X, llegó a la basílica de San Michele tras la supresión del monasterio en 1799.

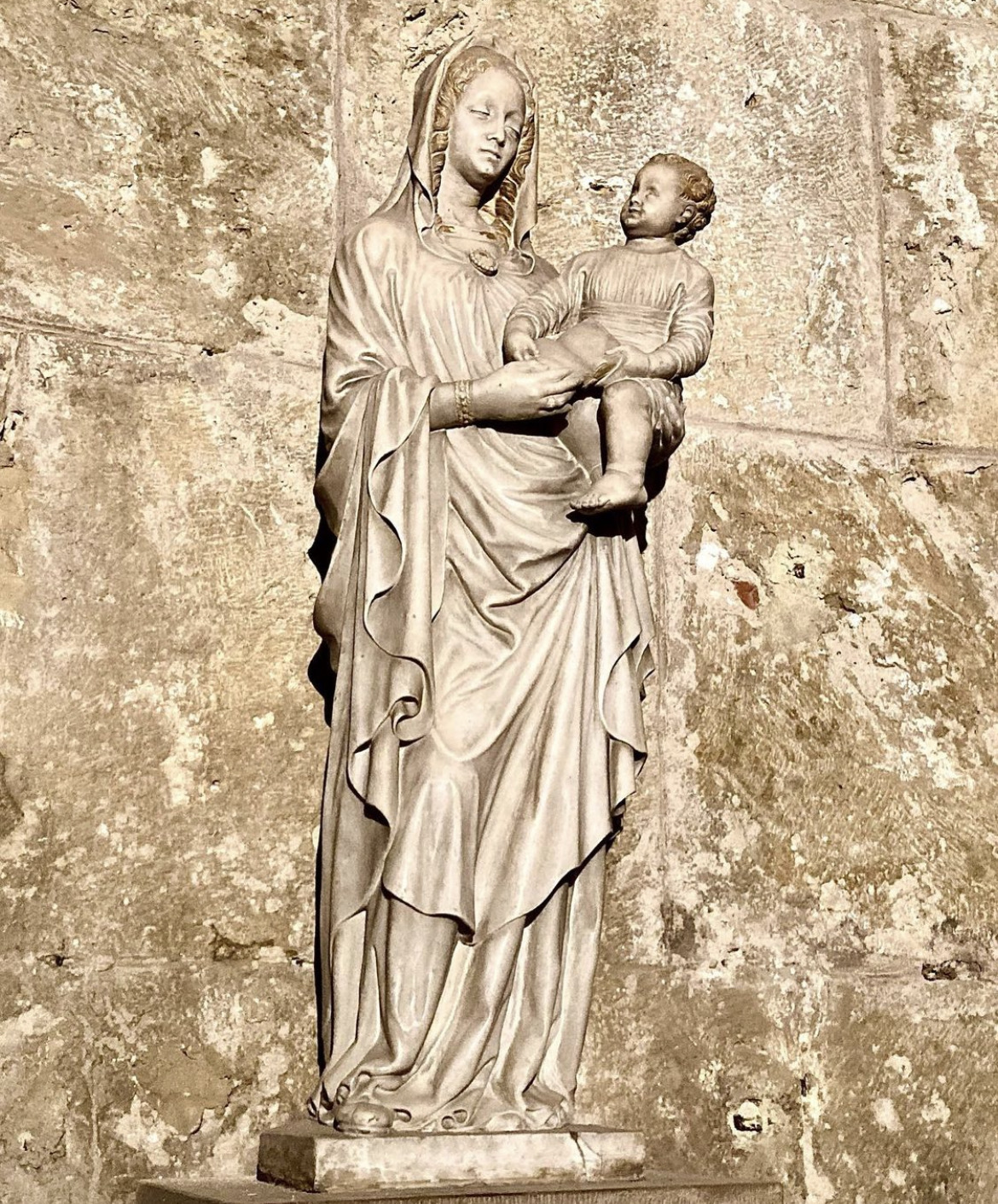
Maestro toscano, Virgen con el Niño, primera mitad del.

Altar de la Virgen: el retablo, que representa a la Virgen entre los santos Rocco y Sebastián, fue ejecutado por Guglielmo Caccia en 1601. En el brazo izquierdo del crucero se encuentra el altar de Santa Lucía, cuyo retablo, que representa el martirio del santo, está la obra de Guglielmo Caccia y el altar barroco de Sant'Anna, rico en estuco barroco, que alberga una pintura que representa a la Virgen con el Niño, San José y Santa Ana del pintor de Novara Pietro Antonio de Pietri.  
La cripta, de una nave y dos pasillos, se encuentra inmediatamente debajo del altar: alberga capiteles bellamente decorados y el monumento del Beato Martino Salimbene (1491). Junto al altar de la cripta se encuentra el tesoro de San Bricio, un conjunto de mobiliario litúrgico del siglo XII compuesto por un incensario, una campana de bronce, una navette de cobre plateada con cristal engastado, unos ciboiros de madera y fragmentos de tejido de seda y hilos de oro, encontrados en 1402 en la iglesia de San Martino Siccomario y llevados en 1407 a la iglesia de Santa Maria Capella en Pavía. En 1810, cuando la iglesia de Santa Maria Capella (documentada desde 970) fue desconsagrada, el tesoro fue trasladado a la basílica. Los muebles se guardan dentro de cajas de madera con frisos en lámina de plata que datan de 1765 y hasta 1863 se creyó erróneamente que eran reliquias de Bricio di Tours, mientras que en realidad los objetos pertenecían a un individuo llamado Bricio no mejor identificado. Mientras que a la izquierda del altar de la cripta hay una pequeña estatua de mármol que representa a la Virgen y el Niño, quizás de la escuela pisana o siena del siglo XIII-XIV.

## La ceremonia de coronación real
La presencia de dos portales, norte y sur de la basílica y el crucero monumental de la misma, característica común a varias iglesias imperiales alemanas pero completamente ausente en la arquitectura religiosa del norte de Italia, destaca el papel de la basílica como sede de la realeza. coronaciones. Las procesiones de la entronización del monarca comenzaron en la pequeña plaza frente al portal norte (Piazzetta Azzani), que da a la Vía Francigena y originalmente conectaba la basílica con el Palacio Real. No en vano, la inscripción colocada en el dintel del portal invita a orar a Cristo por la salvación utilizando un término, voto, utilizado en la Edad Media cristiana también para las oraciones dirigidas al bienestar del emperador. También en el portal aparece también una segunda inscripción en torno a una figura angelical: hic est domus refughi atque consultingis, con clara referencia, en la domus refughi a la domus regi (el palacio real). Una vez dentro de la basílica, la procesión se desplazó hacia las cuatro piedras negras colocadas en la nave central, sobre las que estaba colocado el trono, que curiosamente durante el mes de mayo, cuando generalmente tenían lugar las coronaciones, la luz penetra por las ventanas de la ábside y del farol iluminan primero la figura del Rey-Año colocada en lo alto del mosaico del laberinto situado sobre el altar mayor y luego el haz de luz, entre las 10.30 y las 11.00 horas, se extiende sobre las cinco piedras.
Al final de la ceremonia, la procesión salió por la puerta sur (que da a vía Capsoni), la Porta Speciosa, donde está representada la Traditio Legis, también representación de la doctrina de Gelasio I sobre la separación de poderes en el mundo cristiano: la de los Iglesia y la del Imperio.

## Galería de imágenes

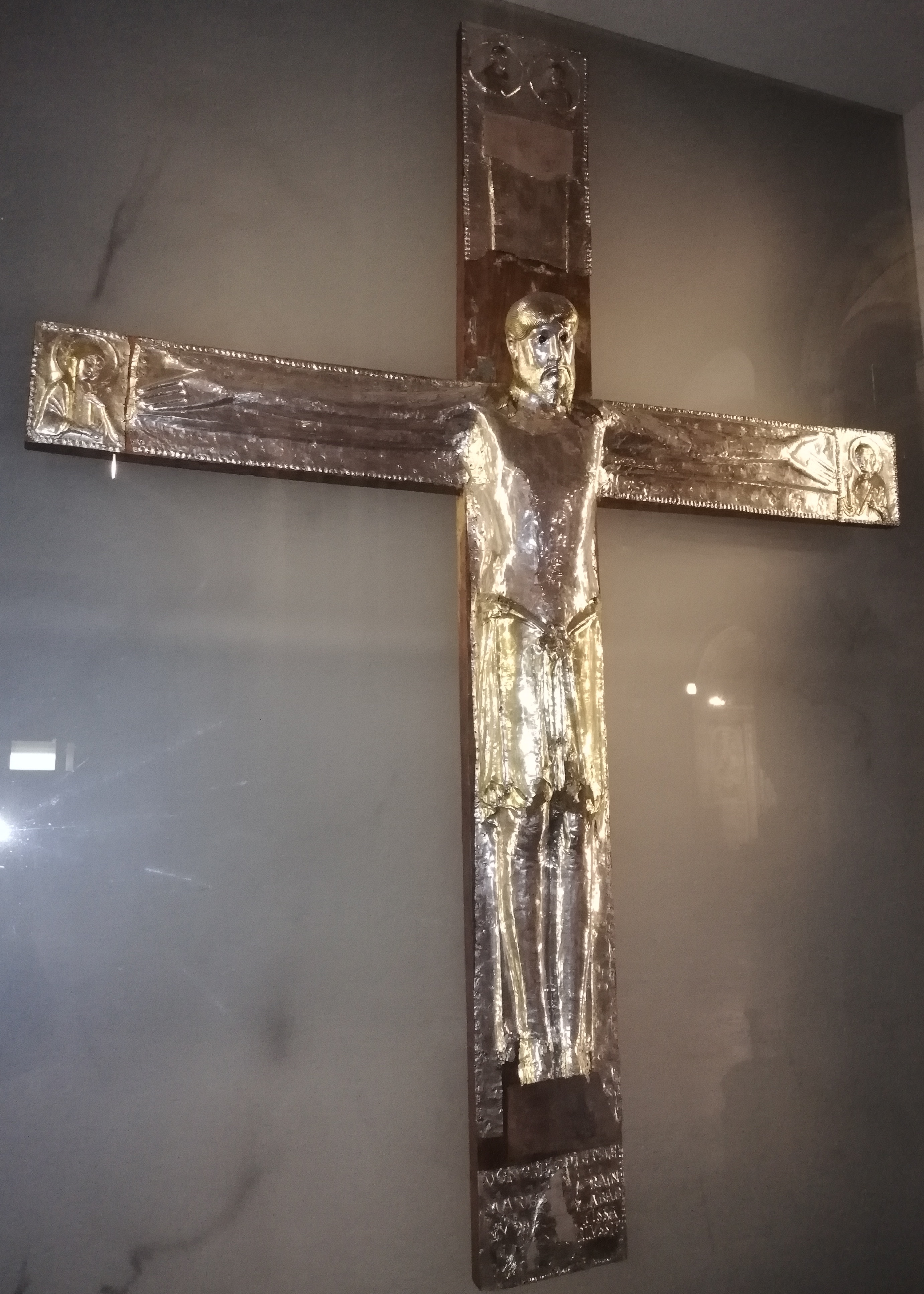
La Cruz de la Abadesa Raingarda, siglo X.
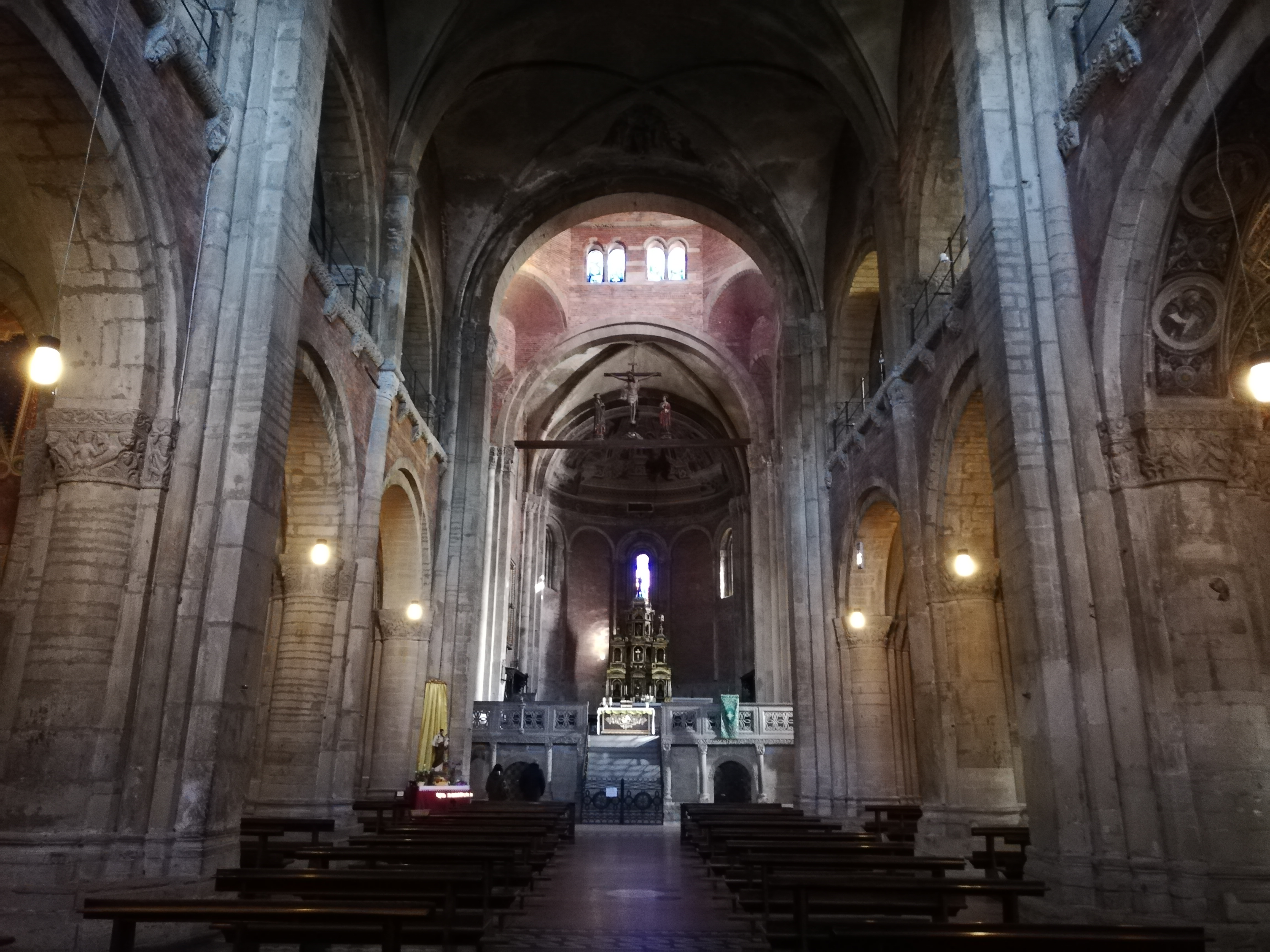
El interior.
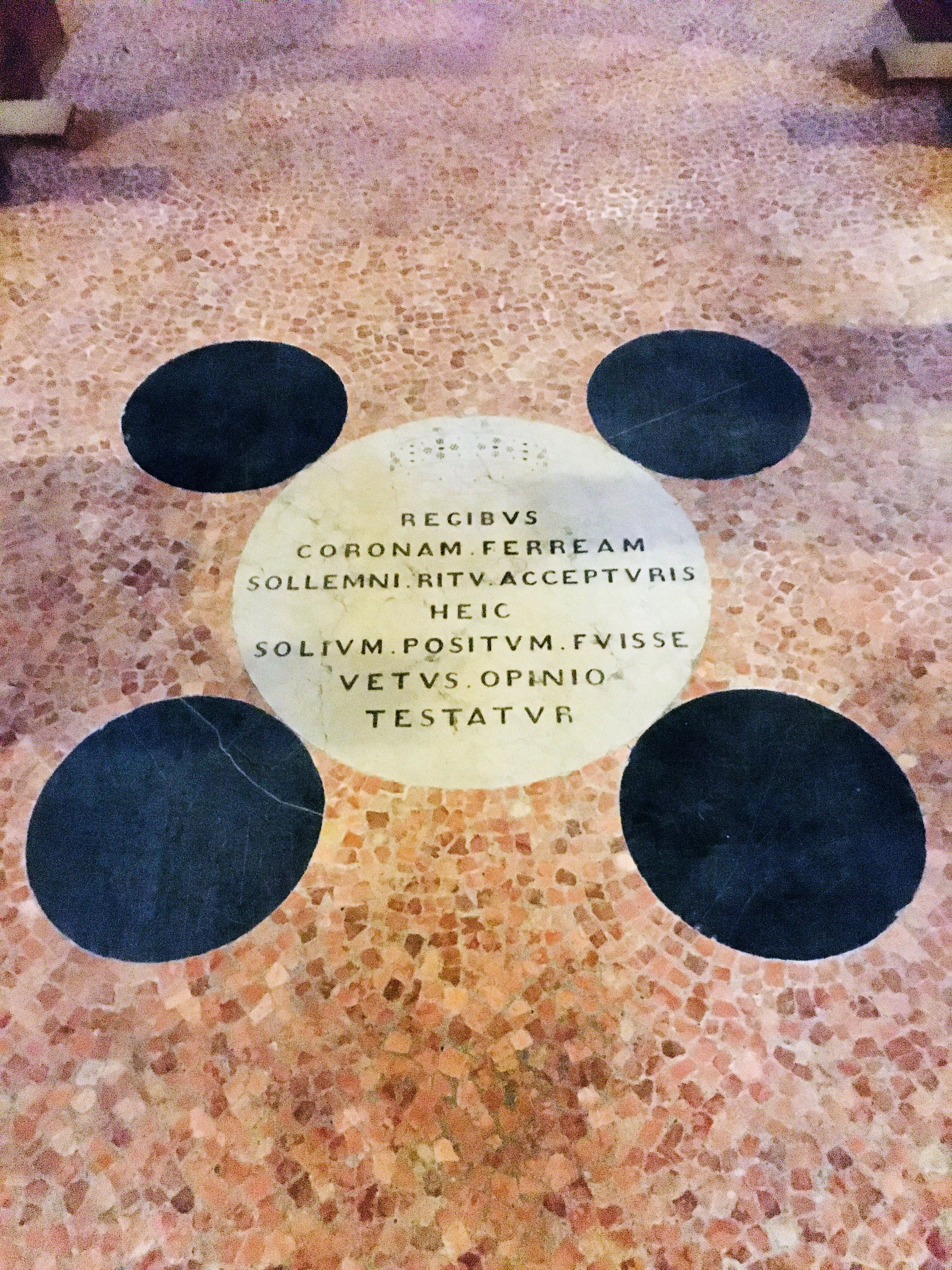
Las cinco piedras, ya mencionadas en el Honorantiae civitatis Papiae (alrededor de 1020), sobre las que se colocaba el trono durante las coronaciones.
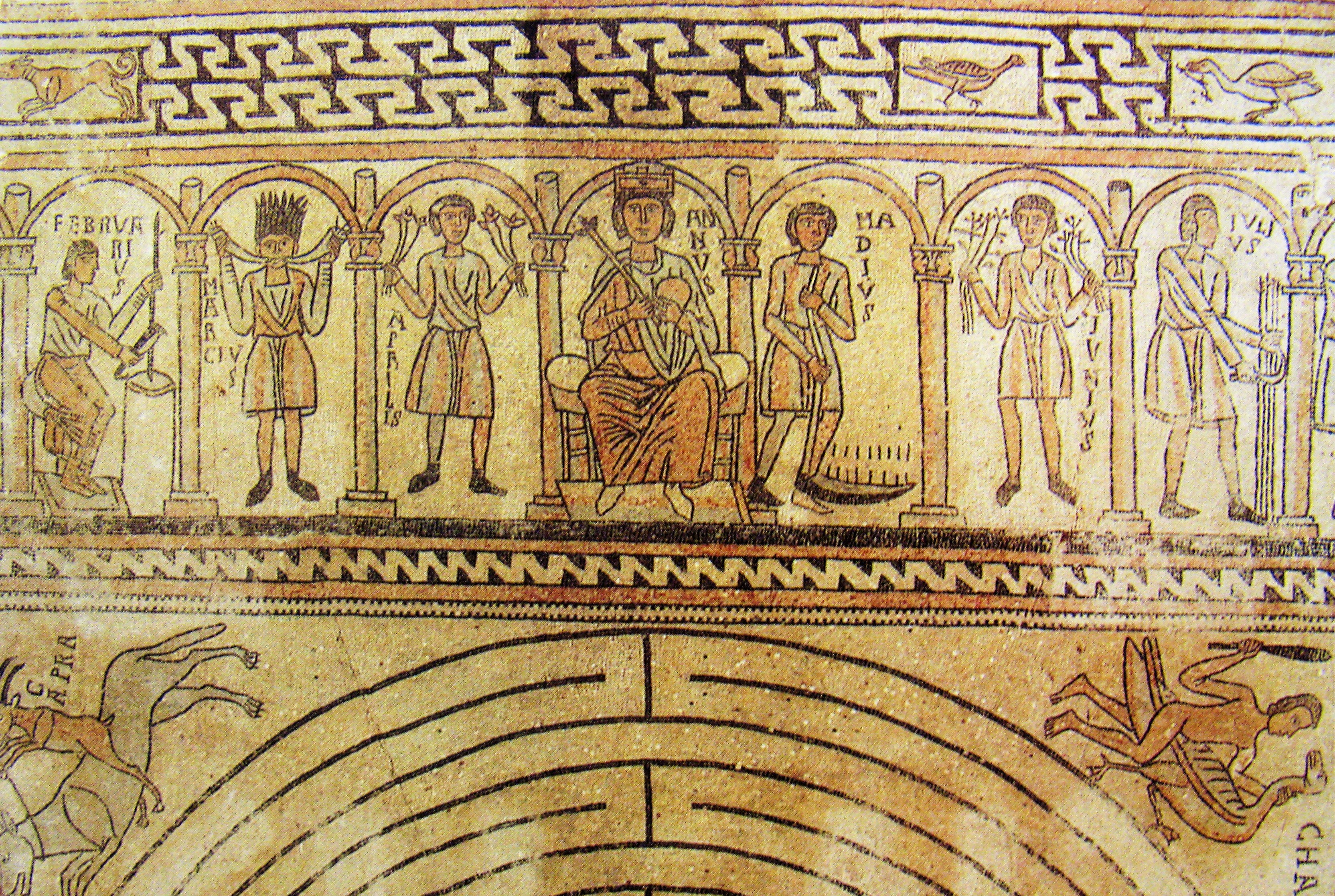
El mosaico del altar (siglo XII).
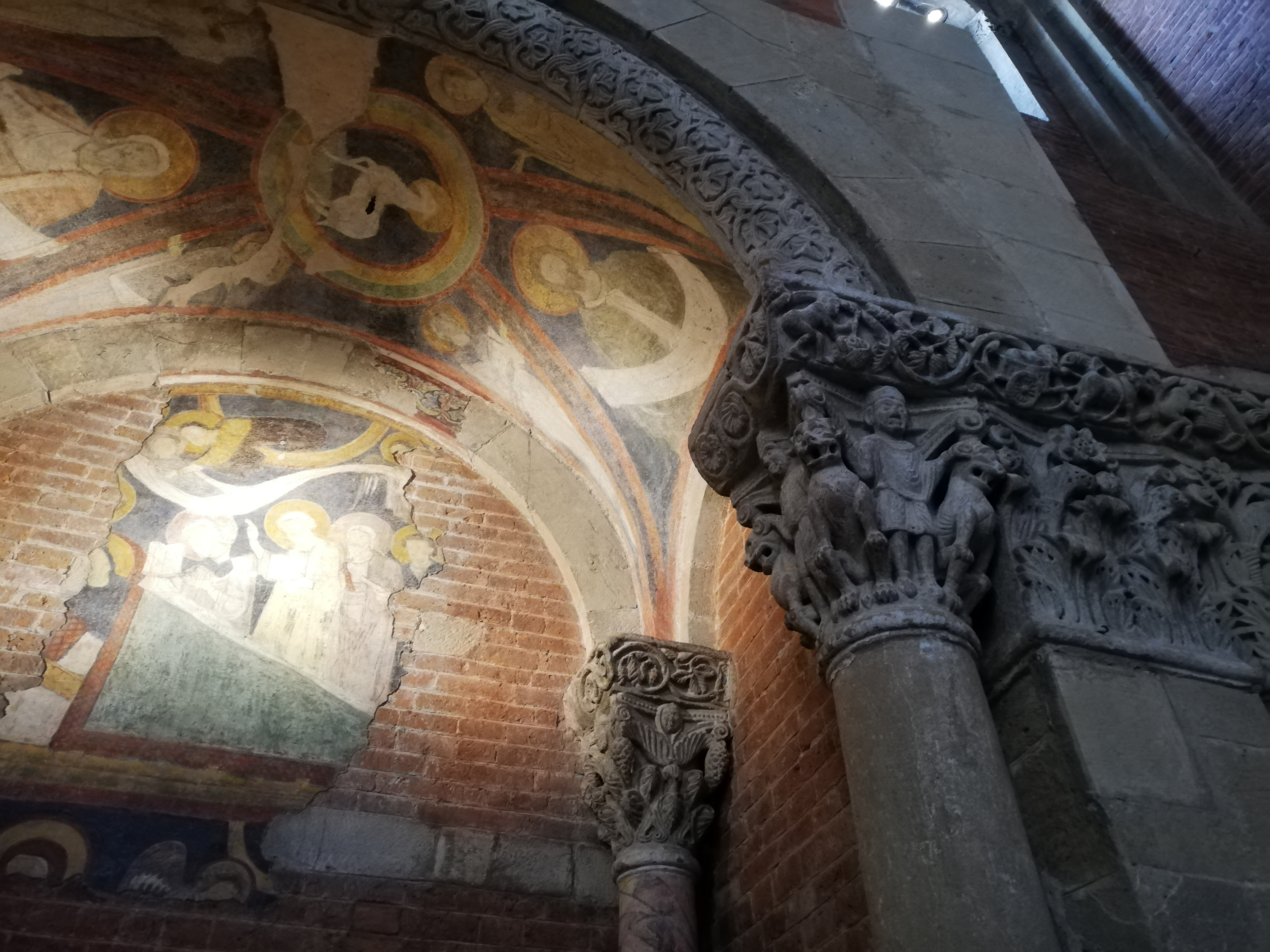
La capilla apoyada en el interior de la Porta Speciosa, pintada al fresco en el siglo XII con la Dormitio Virginis.
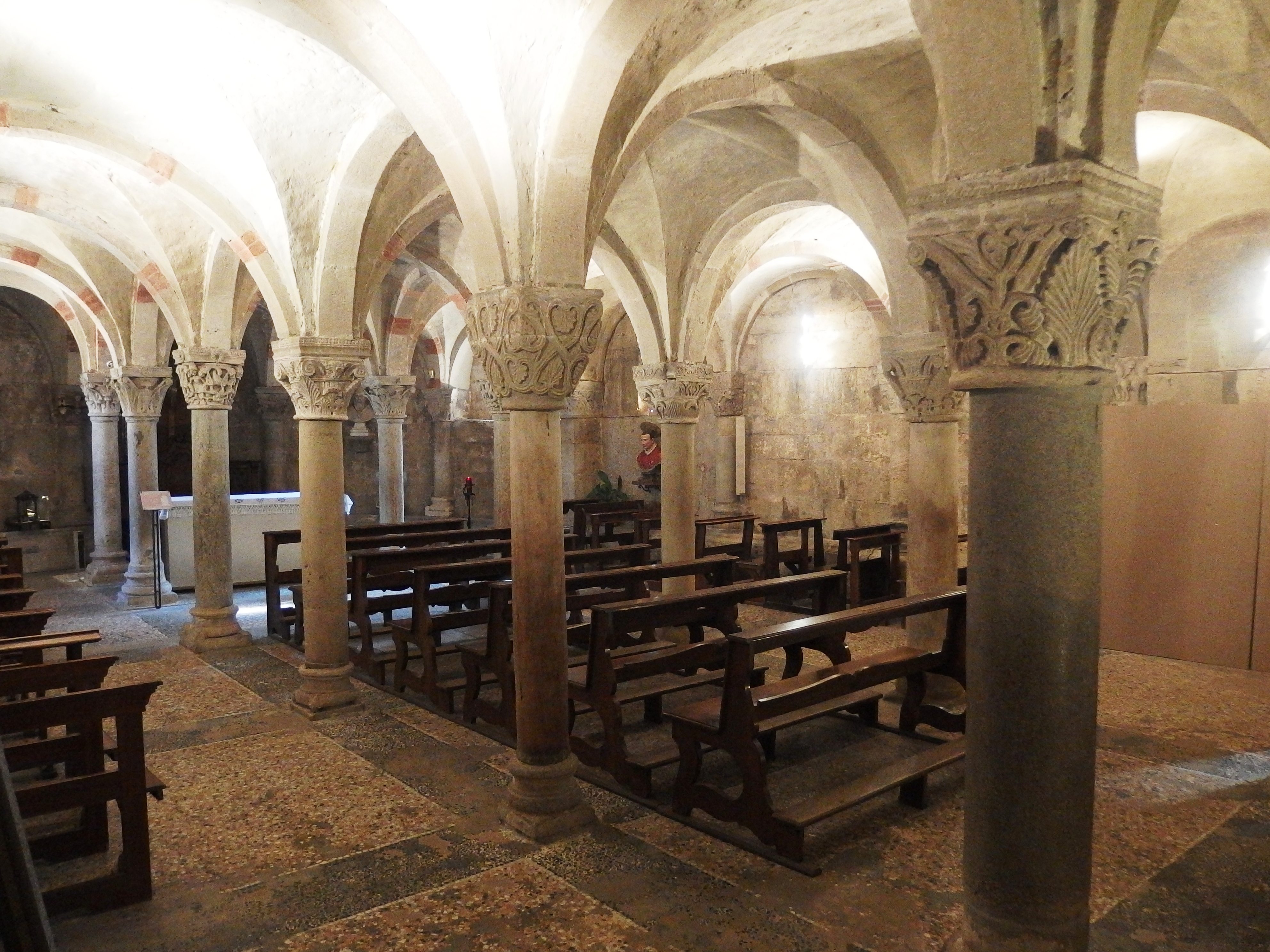
La cripta.